# 1929 au Vatican
Chronologie du Vatican
- 1925
- 1926
- 1927
- 1928
- 1929
- 1930
- 1931
- 1932
- 1933

Cette page concerne les évènements survenus en 1929 au Vatican  :

## Évènement
11 février : 
- - Les accords du Latran sont signés entre le président du Conseil des ministres Benito Mussolini et le Saint-Siège, représenté par le cardinal Pietro Gasparri, secrétaire d'État du pape Pie XI : l'Italie reconnaît l'indépendance du Vatican.
  - L'État de la Cité du Vatican est créé.
  - La peine de mort (en) est instaurée au Vatican.
  - Création de la Lire vaticane.